# باتريك برودي
باتريك برودي (من مواليد 25 سبتمبر 1954

 في باريس) هو ممثل ومخرج وكاتب سيناريو ومنتج فرنسي .

## المذكرات و المراجع
1. ↑  BD Gest' | Patrick Braoudé (بالفرنسية), QID:Q2876969